# Randolph Keys
Randolph Keys (nacido el 19 de abril de 1966 en Collins, Misisipi) es un exjugador de baloncesto estadounidense que jugó durante 5 temporadas en la NBA, además de hacerlo también en la CBA, la liga italiana, la liga ACB, la liga francesa y la liga griega. Con 2,05 metros de altura, lo hacía en la posición de alero.

## Trayectoria deportiva

### Universidad
Jugó durante cuatro temporadas con los Golden Eagles de la Universidad de Southern Mississippi, en las que promedió 13,5 puntos y 6,0 rebotes por partido. En 1987 consiguió ganar el NIT, tras derrotar junto con su equipo a La Salle en la final, siendo nombrado mejor jugador del torneo.

### Profesional
Fue elegido en la vigésimo segunda posición del Draft de la NBA de 1988 por Cleveland Cavaliers, donde jugó una temporada y media antes de ser traspasado a Charlotte Hornets a cambio de una segunda ronda del draft del 91. Los partidos que jugó en esa primera temporada en los Hornets fueron los mejores de su carrera, promediando 10,5 puntos y 3,6 rebotes por partido.
En 1991, al verse sin equipo en la NBA, decide probar suerte en Europa, jugando en dos años en 3 ligas diferentes: primero en el Racing de París de la liga francesa, posteriormente en el Benetton Treviso de la liga italiana, y finalmente 9 partidos con el Taugrés Baskonia de la Liga ACB.
Regresó a Estados Unidos para jugar en el Quad City Thunder de la CBA, mientras alternaba distintos contratos temporales con los equipos de la NBA de los Lakers y los Bucks, tras los cuales volvió a la liga italiana en 1997, para jugar 3 temporadas en el Mash Verona. Acabó su carrera jugando una temporada en el Panionios Smirni de la liga griega.

## Estadísticas de su carrera en la NBA

### Temporada regular
| Año     | Equipo       | PJ  | PT | MPP  | %TC  | %3P  | %TL   | RPP | APP | ROB | TPP | PPP  |
| ------- | ------------ | --- | -- | ---- | ---- | ---- | ----- | --- | --- | --- | --- | ---- |
| 1988–89 | Cleveland    | 42  | 0  | 7.9  | .430 | .100 | .690  | 1.3 | 0.5 | 0.3 | 0.1 | 4.0  |
| 1989–90 | Cleveland    | 48  | 13 | 18.6 | .421 | .200 | .744  | 2.9 | 0.8 | 0.8 | 0.0 | 7.6  |
| 1989–90 | Charlotte    | 32  | 5  | 22.6 | .445 | .364 | .690  | 3.6 | 1.5 | 0.9 | 0.2 | 10.5 |
| 1990–91 | Charlotte    | 44  | 0  | 10.8 | .407 | .214 | .576  | 2.3 | 0.4 | 0.5 | 0.3 | 3.2  |
| 1994–95 | L. A. Lakers | 6   | 0  | 13.8 | .346 | .000 | 1.000 | 2.8 | 0.3 | 0.2 | 0.3 | 3.3  |
| 1995–96 | Milwaukee    | 69  | 1  | 11.8 | .418 | .310 | .837  | 1.8 | 0.9 | 0.5 | 0.2 | 3.4  |
| Total   | Total        | 241 | 19 | 13.8 | .425 | .272 | .721  | 2.3 | 0.8 | 0.6 | 0.2 | 5.2  |

### Playoffs
| Año     | Equipo    | PJ | PT | MPP  | %TC  | %3P  | %TL  | RPP | APP | ROB | TPP | PPP |
| ------- | --------- | -- | -- | ---- | ---- | ---- | ---- | --- | --- | --- | --- | --- |
| 1988–89 | Cleveland | 1  | 0  | 12.0 | .000 | .000 | .000 | 3.0 | 1.0 | 0.0 | 0.0 | 0.0 |
| Total   | Total     | 1  | 0  | 12.0 | .000 | .000 | .000 | 3.0 | 1.0 | 0.0 | 0.0 | 0.0 |